# Verband österreichischer Kameraleute
Der Verband österreichischer Kameraleute, auch Austrian Association of Cinematographers (AAC), ist ein 1976 gegründeter Verein zur Interessensvertretung österreichischer Kameraleute.
Sitz des AAC ist das Filmhaus am Spittelberg in Wien-Neubau. Der Verein zählt rund 150 Mitglieder, vorwiegend hauptberufliche Kameraleute. Der AAC ist Mitglied des Dachverbandes der Österreichischen Filmschaffenden (DVF) sowie der europäischen Vereinigung der Kameraverbände IMAGO.

## Geschichte
- 1976: Gründung des Verbandes österreichischer Kameraleute, erster Obmann Elio Carniel
- 1977: Herausgabe der Broschüre Film und Filmschaffende in Österreich,

wegweisend für die Einführung der Filmförderung und eines Kollektivvertrags
für alle Bereiche des Films.
- 1979: Der aac fordert die Gründung einer Bundesvereinigung aller Berufsverbände und arbeitet Statuten aus.
- 1980: Kurt Junek wird Obmann des aac
- 1984: Kurt Brazda übernimmt die Funktion des Obmanns.
- 1986: Einführung des Kamerapreises Der goldene Kader
- 1987: Mitbegründer des Dachverbandes Österreichischer Filmschaffender
- 1989: Anregung zur Gründung einer Verwertungsgesellschaft für Filmurheber
- 1991: Einführung eines Kameraassistentenlehrganges an der Grafischen Versuchs- und Lehranstalt.
- 1992: Mitbegründer des VDFS (Verwertungsgesellschaft der Filmschaffenden)
- 1994: Ausweitung des Goldenen Kaders auf alle Berufsgruppen des Filmschaffens
- 1999: Große Gala im Augarten anlässlich der Verleihung des Goldenen Kaders
- 2005: Mitbegründung des filmcollege
- 2006: Große Gala zum 30-jährigen Bestehens des aac und Verleihung des Goldenen Kaders
- 2009: Astrid Heubrandtner übernimmt die Funktion der Obfrau. Kurt Brazda wird die Ehrenpräsidentschaft verliehen.
- 2021: Der AAC setzt die Schirmherrschaft über den Kamerapreis bei der Diagonale aus (seit 2004 verliehen)
- 2025: Zur Vorstandswahl traten erstmals Alternativkandidaten an

## Vorstand
- Obfrau: Astrid Heubrandtner
- Obfraustellvertreter: Wolfram Zöttl
- Obfraustellvertreter/Schriftführer: Alexander Boboschewski
- Finanzreferent: Norbert Arnsteiner
- Ehrenpräsident: Kurt Brazda

Vorstandsmitglieder
- Thea Adlung
- Christine Ajayi
- Norbert Arnsteiner
- Alexander Boboschewski
- Kurt Brazda
- Fabian Eder
- Benjamin Epp
- Astrid Heubrandtner
- Gerald Kerkletz
- Walter Kindler
- Clemens Koscher
- Deniz Lindenberg
- Claus Muhr
- Stephan Mussil
- Gabriella Reisinger
- Michael Riebl
- Judith Stehlik
- Richi Wagner
- Wolfram Zöttl

Ehemalige Vorstandsmitglieder
- Jakob Enajat
- Martin Stingl (bis 2019),
- Gerald Frey
- Joe Malina
- Martin Gschlacht (bis 2021),
- Anna Manhardt

## Mitgliedschaft
Die ordentliche Mitgliedschaft erfolgt auf Antrag durch Abstimmung des Vorstandes. Ordentliche Mitglieder sind hauptberufliche Kameraleute oder -assistenten sowie seit 2003 auch Filmlichtbestimmer, denen im Bereich der digitalen Nachbearbeitung von Filmen größere Bedeutung zukommt. Außerordentliche Mitglieder sind jene unter drei Jahren Berufserfahrung sowie nebenberufliche Kameraleute und -assistenten.

## Auszeichnungen
Der AAC vergibt seit 2004 an der Diagonale den AAC-Preis für die beste Kameraarbeit des Jahres. Zum 30-jährigen Verbandsjubiläum 2006 wurden erstmals zwei Preise, in den Kategorien Beste Kameraarbeit Spiel- und Dokumentarfilm, als Diagonale-Preis Kameraarbeit vergeben. Seit 2007 heißen diese Preise Diagonale-Preis Bildgestaltung und sind mit je 2.000 Euro dotiert. Im Jahr 2021 setzt der AAC diesen Preis nach einigen Diskussionen über die Preisvergaben der Jury auf unbestimmte Zeit aus.